# Energoprojekt Entel Beograd
Energoprojekt Entel Beograd (code BELEX : EPEN) est une entreprise serbe qui a son siège social à Belgrade, la capitale de la Serbie. C'est une société de conseil qui travaille principalement en relation avec le secteur de l'énergie. Elle entre dans la composition du BELEXline, l'un des principaux indices de la Bourse de Belgrade.
Energoprojekt Entel Beograd est une filiale de Energoprojekt holding Beograd.

## Histoire
Energoprojekt Entel Beograd a été admise au marché non réglementé de la Bourse de Belgrade le 14 mars 2007.

## Activités
Energoprojekt Entel étudie des projets et réalise un travail de conseil dans les domaines de l'énergie, du transport de l'eau et de la protection environnementale ; elle opère notamment au niveau des centrales thermiques, sur les réseaux électriques et les postes électriques, sur les réseaux de télécommunications, au niveau de la production et du transport de l'eau et du traitement des eaux usées, sur les systèmes de transport du pétrole et du gaz et au niveau des centres de contrôles énergétiques selon le système de gestion SCADA.
Energoprojekt Entel est présente dans 12 pays ; elle opère notamment en Serbie, au Qatar, à Dubaï, à Abou Dhabi et dans le Sultanat d'Oman.

## Données boursières
Le 7 octobre 2013, l'action de Energoprojekt Entel Beograd valait 3 220 RSD (28,13 EUR). Elle a connu son cours le plus élevé, soit 4 860 RSD (42,46 EUR), le 22 mars 2007 et son cours le plus bas, soit 616 RSD (5,38 EUR), le 5 mai 2009.
Le capital de Energoprojekt Entel Beograd est détenu à hauteur de 86,26 % par Energoprojekt holding Beograd.